# Неодарвинизм
Неодарвинизм — теория эволюции, созданная в 1880—1890-х годах в ответ на попытки опровергнуть теорию естественного отбора Чарльза Дарвина (см. Неоламаркизм) или дополнить её идеей наследования приобретённых организмом признаков. Представляет собой синтез теории Дарвина о естественном отборе и популяционной генетики.
Неодарвинизмом иногда называют современную теорию эволюции, представляющий собой синтез генетики и классического дарвинизма, что неправильно с исторической точки зрения

## История
Первоначально термин применялся для обозначения эволюционной концепции, созданной Августом Вейсманом (вейсманизм) на раннем этапе развития генетики.

## Содержание концепции
Неодарвинизм А. Вейсмана обосновывал положение о том, что все особенности строения живых существ могут быть объяснены с точки зрения дарвиновской теории естественного отбора, и нет повода признавать какое бы то ни было внутреннее стремление к совершенствованию, какое постулировал, например, автогенез (напротив, отрицая роль внешних факторов). 
Неодарвинизм отвергает возможность наследования приобретённых признаков, которую постулировал ламаркизм. Одно из основных понятий неодарвинизма — учение о «зародышевой плазме» и «зародышевом пути». В соответствии с этой концепцией, передаются по наследству лишь изменения, происходящие в наследственных единицах половых клеток — «детерминантах».
А. Вейсман, отмечая ведущую роль естественного отбора в эволюции, распространил идею отбора также и на отдельные части особей и наследственные детерминанты (так называемый «тканевой отбор» и «зачаточный отбор»). Предпринятая Вейсманом первая попытка увязать данные зарождавшейся генетики с эволюционной теорией и дополнить дарвиновское представление о естественном отборе считается, в основном, ошибочной, однако некоторые идеи из неодарвинизма всё же перешли в синтетическую теорию эволюции.